# Music Detected
Music Detected е петият и до последен студиен албум на френското ню ейдж/уърлд дуо Дийп Форест. Албумът е издаден през юни 2002 от Sony Music.
Това е първият албум на Дийп Форест, който да не използва готовите записани етно семпли, които са се превърнали в запазена марка на групата. За този си албум Муке и Санчез залагат изключително много на оригиналните студийни записи, давайки предимство на текстовете, които за първи в историята на Дийп Форест са на английски език. Въпреки че уърлд музиката е в основата на композицията на всички песни, групата също така използва и нови инструменти като електрическа китара и електрически барабани.
„Music Detected“ се приема за най-малко етно ориентирания албум на Дийп Форест, за сметка на което се счита за техния най-комерсиално ориентиран продукт. Това се дължи както на осезаемата стилова ориентация, на моменти граничеща с електропоп музика, така и значителната употреба на текстове на английски език. По този начин групата се отдалечава от уърлд корените си и прави албума по-достъпен за масовия слушател.
В записите на този албум участва и българската певица Стефка Йорданова, която може да се чуе в пилотния сингъл „Endangered Species“. Други имена работили по този албум са вокалистката на Telepopmusik Анджела МакКлъски, блус изпълнителката Бевърли Джо Скот, френско-индонезийската певица Ангун, японската изпълнителка Читозе Хаджиме и индийската певица Махалакшни Ийер. За първи път в албума като изпълнител участва и Ерик Муке, в песните „Beauty in Your Eyes“ и „Endangered Species“.
Всички версии на албума включват и ремикс на сингъла „Endangered Species“, направен от популярния френски диджей Galleon, който е известен с песните „Believe“ и „So I Begin“. Това е едва вторият албум след „Deep Forest“ който да включва в официалния си траклист ремикс.

## Песни
1. „India“ (4:07)
2. „Endangered Species“ (6:18)
3. „Soul Elevator“ (4:11)
4. „Computer Machine“ (5:10)
5. „Yuki Song“ (5:22)
6. „Beauty in your Eyes“ (4:22)
7. „Elemental“ (5:24)
8. „Far East“ (0:58)
9. „Deep Blue Sea“ (4:16)
10. „Will You Be Ready“ (5:17)
11. „In The Evening“ (1:36)
12. „Dignity“ (5:22)
13. „Endangered Species (Galleon Remix Radio Edit)“ (3:57)
14. „Tokyo Street“ (бонус песен за японското издание) (4:46)
15. „Honjo Song“ (бонус песен в някои издания) (5:23)